# Tunnel van Ougrée
De tunnel van Ougrée is een spoortunnel in het Belgische dorp Ougrée, een deelgemeente van de Waalse gemeente Seraing. Ze maakt deel uit van Spoorlijn 125A en loopt onder de hoogovens van Arcelor Mittal. Net voor de lijn de tunnel ingaat is er een aansluiting, waarmee de lijn het bedrijf ook bedient.
De tunnel bestaat uit één dubbelsporige koker. Ze is gegraven toen de lijn nog in handen was van de Compagnie du Nord - Belge. De spoorlijn kent tegenwoordig geen reizigersverkeer meer.